# Per Christian Münstermann
Per Christian Münstermann, né le 9 février 1999 à Düren, est un coureur cycliste allemand. 

## Biographie

### Carrière sportive
Dans sa jeunesse, Per Christian Münstermann pratique d'abord l'athlétisme avant de passer au cyclisme en 2010. Il prend sa première licence au RRC Düren-Merken, en compagnie de son grand frère Kai Philipp. L'année suivante, il s'inscrit au SG Radschläger Düsseldorf. Il est décrit comme un coureur plutôt polyvalent, avec une préférence pour le contre-la-montre.  
En 2016, il se distingue en remportant le titre dans l'omnium aux championnats d'Allemagne sur piste juniors (moins de 19 ans). L'année suivante, il devient champion d'Allemagne juniors de l'américaine et du contre-la-montre par équipes. Il est également sélectionné en équipe nationale, notamment pour les championnats du monde sur piste juniors de Montichiari, où il se classe quatrième de l'américaine et septième de la poursuite.
En 2018, il intègre l'équipe continentale Sauerland NRW p/b SKS Germany. Sous ses nouvelles couleurs, il termine huitième du championnat d'Allemagne sur route espoirs (moins de 23 ans), organisé conjointement avec les Suisses et les Luxembourgeois. Il se classe ensuite septième du prologue du Tour du Japon en 2019, ou encore neuvième  du Grand Prix international de Rhodes en 2020. 
En 2021, il est sacré champion d'Allemagne du contre-la-montre par équipes, avec plusieurs de ses coéquipiers de SKS Sauerland NRW. Lors de la saison 2022, il s'impose sur une course régionale belge à Perbais. Il réalise par ailleurs deux tops dix au sprint sur le Tour d'Antalya. Sur piste, il décroche la médaille de bronze dans la poursuite par équipes aux championnats d'Allemagne.

### Honneurs
En 2017, Münstermann a été honoré en tant que « Sportif junior de l'année » de Düsseldorf. Toujours en 2017, il a reçu le "Lion d'or" en tant que sportif de l'année dans sa ville natale de Düren.

## Palmarès sur route

### Par année
- 2017
  -  Champion d'Allemagne du contre-la-montre par équipes juniors
- 2021
  -  Champion d'Allemagne du contre-la-montre par équipes
- 2022
  - GP Flahaut

### Classements mondiaux
| Année                                 | 2018  | 2019  | 2020  |
| ------------------------------------- | ----- | ----- | ----- |
| Classement mondial                    | 2730e | 2972e | 1843e |
| UCI Europe Tour                       | 1809e | 1830e | 1362e |
|                                       |       |       |       |
| Légende : nc = non classéSource : UCI |       |       |       |

## Palmarès sur piste

### Championnats nationaux
- 2016
  -  Champion d'Allemagne de l'omnium juniors
  - 2e du championnat d'Allemagne de course aux points juniors
  - 2e du championnat d'Allemagne de poursuite par équipes juniors
  - 3e du championnat d'Allemagne de poursuite juniors
- 2017
  -  Champion d'Allemagne de l'américaine juniors (avec Nils Weispfennig)
  - 2e du championnat d'Allemagne de poursuite par équipes juniors
  - 3e du championnat d'Allemagne de poursuite juniors
- 2022
  - 3e du championnat d'Allemagne de poursuite par équipes